# Ataenius catenulatus
Ataenius catenulatus är en skalbaggsart som beskrevs av Wilhelm Ferdinand Erichson 1847. Ataenius catenulatus ingår i släktet Ataenius och familjen Aphodiidae. Inga underarter finns listade.